# バラッツ・アンド・ベレタ
バラッツ・アンド・ベレタ（Barats and Bereta）は2003年、ルーク・バラッツ(Luke Barats)とジョー・ベレタ(Joe Bereta)が、元々は友人たちを面白がらせようと自作したビデオ用に組んだスケッチ・コメディのグループ。やがて二人は、これらビデオを自分たちのウェブサイトとYouTubeに向けて作るようになる。現在はコーナーブース・フィルム・アンド・ヴィデオ・プロダクションに所属して他のコメディアンたちと共に公演活動も行っている。口コミで評判の広まった彼らのビデオは、インターネット的現象の実例として関心を呼んだ。

## 経歴
バラッツとベレタは、共にゴンザガ大学(米国ワシントン州スポーケン)の放送学科、演劇学科での活動中に出会い、大学にある即興コメディの一座、GUTS（ゴンザーガ・ユニバーシティ・シアター・スポーツ）を率いるようになった。
2006年初頭、彼らは陽気な作風のネット向け短編をYouTubeに投稿し始めたが、これがすぐにポップ・カルチャー上の一大現象を引き起こしてしまった。二人は急速にファン層を増やし、オンライン上の閲覧者はYouTube、ブレーク・ドットコム(Break.com)、カレッジヒューモア・ドットコム(CollegeHumor.com)などの人気投稿サイトからの統計では、何百万もの数に上った。
2006年の終り頃には、この二人に代理業としてCAA（クリエイティヴ・アーティスツ・エージェンシー）、マネージャーとして「ファラー・フィルムズ＆マネージメント」のダン・ファラーがつくことに決まり、またNBCユニバーサルとは全面育成契約を結んだ。ヴァラエティ誌のコメディ業界にインパクトを与えた人々を挙げたリスト、「2006年のコメディ界で最も影響力のある50人」に、二人の名が掲載された。また2007年、NBCユニバーサルの元で、構想、主演、製作、演出、編集までこなしたパイロット・フィルムの製作を始めた。いまやバラッツとベレタが手にできるチャンスは限りなく、最近では自身らの出演する映画製作の計画に取りかかっている。日頃の二人は、コメディ・スポーツComedySportz(全米規模で展開している即興コメディ・グループの組織網)のスポーケン支部と共に、定期的に即興コメディの公演を行っている。
ヴィデオのいくつかはYouTubeのトップページに採り上げられた。彼らの最も人気のあるヴィデオ、 "Completely Uncalled For"は掲載された最初の5日間で100万以上もの閲覧を集め、今ではその数は400万を越している。最も人気の高いもう一つのヴィデオ、 "Mother's Day"のほうも、YouTube上で300万もの閲覧数を誇っている。
（以下、原文では作品リストが続くが、割愛する。）

## テレビ
MTV や HBOらとのネットワーク同士の勧誘合戦の末に、NBCが向こう一年間、さらに次の一年分のオプション付きとした育成契約をバラッツ・アンド・ベレタと取り交わした。2007年に彼らは脚本、演出、製作、コメディ・チームとして演技も披露する「ディス・イズ・クルドサック（こりゃどんづまり）」の製作を終えた。結局この作品のシリーズ化は成らなかったが、NBCは何話分かを放送する予定という。

## 受賞歴
二人は持ちネタを使った漫才で、2005年のブリックウェル・アマチュア・コメディ・コンペティションに優勝している。また同年、スポーケン・ファースト・ナイト・フィルム・フェスティバルで彼らの短編作品"Just Wonderful"が最優秀賞を獲得している。